# Thunder Glacier (Washington)
Der Thunder Glacier (englisch für Donnergletscher) liegt an den Nordosthängen des Buckner Mountain im North Cascades National Park im US-Bundesstaat Washington. Der Gletscherrest ist noch etwa 0,10 mi (0,16 km) lang und vom viel größeren Boston-Gletscher durch einen Grat getrennt.